# 남극양태과
남극양태과(Bathydraconidae)는 페르카목에 속하는 조기어류과의 일종이다. 심해 해저에 서식하는 어류로 남극해 수역에서 발견된다. 어업상 중요한 어류는 아니며, 크게 알려져 있지 않다. 크게 3개 아과로 구분할 수 있다.

## 하위 분류
- Bathydraconinae
  - Akarotaxis
  - Bathydraco
  - Prionodraco
  - Racovitzia
  - Vomeridens
- Gymnodraconinae
  - Gymnodraco
  - Psilodraco
  - Acanthodraco
- Cygnodraconinae
  - Cygnodraco
  - Gerlachea
  - Parachaenichthys